# Anis Al Dawla
Anis Al Dawla (in persiano  أنيس الدولة‎; ʿAmāma, 1842? – Teheran, 1896/7), nata Fāṭema Solṭān e nota anche come Anisodole, è stata la consorte reale più importante dello Scià di Persia Nāṣer Al Dīn (1831– 1896), del quale si calcolava un harem di oltre 80 donne nel 1896.
Di modeste origini, Fatema Soltan approdò nel harem dello Shah giovanissima. In poco tempo ne divenne prima amante-moglie (in persiano: Sīḡa) poi preferita (in persiano: Anīs-al-Dawla, nome con cui sarà ricordata nel tempo) ed infine consorte reale (in persiano: Sīḡa toʿAqdī). Di grande carattere ed intelligenza, Anis al Dawla aveva il diritto di parlare apertamente, di dare ordini, di intrattenersi con gli ospiti, di viaggiare fuori dal harem e di mangiare sulla sua stessa tavola dello Shah.
Anis al Dawla e sua suocera, la regina madre Malika Jahan Khanum - Mahd-i'Ulya, furono fondamentali per la politica innovativa del regno durante la reggenza di Nāṣer Al Dīn circa dal 1848 al 1896.
Le tante fotografie scattate di lei e della sua corte sono una testimonianza della vita in Persia nell'Ottocento e del modernismo su cui lo Shah Nāṣer Al Dīn lavorava.

## Titoli ed onorificenze
- Compagna del Sovrano (in persiano: Anīs-al-Dawla).
- Consorte ufficiale (in persiano: Sīḡa to ʿAqdī).
- Sua eccellenza la signora (in persiano: Begum Khanoum)